# Maldaoci, Mureș
Maldaoci (în maghiară Madavölgytanya) este un sat în comuna Ațintiș din județul Mureș, Transilvania, România.

## Populație
Conform Recensământului din anul 2022 această localitate nu mai era locuită. 